# Poutargue
La poutargue ou boutargue — en provençal — (graphie classique et mistralienne) botarga / boutargo / poutargo, nom lié lui-même à la racine verbale battarikh (بطارخ) (« conservé dans de la saumure »), est une spécialité culinaire de plusieurs pays méditerranéens comme la France, l'Égypte, l'Italie (bottarga), la Turquie, la Grèce (Αυγοτάραχο), le Portugal (Butarga), la Tunisie, la Corse et la Sardaigne. Les Japonais en sont très friands et la connaissent sous le nom de karasumi.
Il s'agit d'une poche d'œufs (rogue) de la femelle du mulet (nom binominal : Mugil cephalus), du thon rouge (Thunnus thynnus), ou du thon jaune (Thunnus albacares), pressée, salée et séchée, recueillie quand les femelles sont pleines.
À l'instar du caviar, la poutargue est devenue un mets recherché et cher. Face à la demande pour ce produit, les poches d'œufs sont souvent importées depuis la Mauritanie, le Sénégal et le Brésil. Actuellement, les mulets sont victimes de la surpêche, ce qui a fait de la poutargue un produit de luxe recherché.

## Étymologie
L'origine du nom : en copte outarakhon, issu du grec ancien (αυγοτάραχο), devient en arabe boutharkha ou bitarikha, qui signifie « œufs de poisson salés et séchés », nom lié lui-même à la racine verbale battarikh (بطرخ) (« conserver dans de la saumure »). Cette racine arabe serait à l'origine du vocable provençal (France) de norme mistralienne « boutargo » (ou botarga selon la norme classique). L'origine provençale du mot donne naturellement son appellation italienne bottarga et espagnol botarga notamment.

## Histoire
Les Égyptiens, experts dans l'art de la salaison et de momification produisaient déjà la boutargue il y a plus de 3 000 ans et plusieurs tombes et mastabas représentent le processus de fabrication et le produit fini, avec des mulets distincts des autres poissons, des personnages fendant des poissons sur des billots, les sacs ovariens représentés à côté des mulets et, comme dans la mastaba de Ti, le double sac d'œufs légèrement aplati suspendu par son centre (donc probablement séché selon un procédé proche ou similaire au processus moderne).
Les Phéniciens et leurs colonies sardes de Tharros et Othoca produisaient aussi la boutargue pour les repas des pêcheurs. Les Arabes et les Juifs l'ont diffusée en Méditerranée, en Espagne, en Italie et dans le Sud de la France,.

## Production
Aujourd'hui, 95 % de la matière première servant à la fabrication de boutargue de mulet provient d'Afrique, d'Israël, des Philippines ou d'Australie. La production en Méditerranée occidentale reste le privilège de quelques pêcheurs passionnés ou de petites entreprises familiales, mais elle n'arrive pas à satisfaire la demande toujours croissante.

## Préparation
La double poche d'œufs arrivés à maturité est retirée à la main, avec précaution et minutie pour la garder intacte. Elle est ensuite rincée et mise sous sel environ une semaine avant d'être pressée entre deux planches de bois, puis séchée.

### France

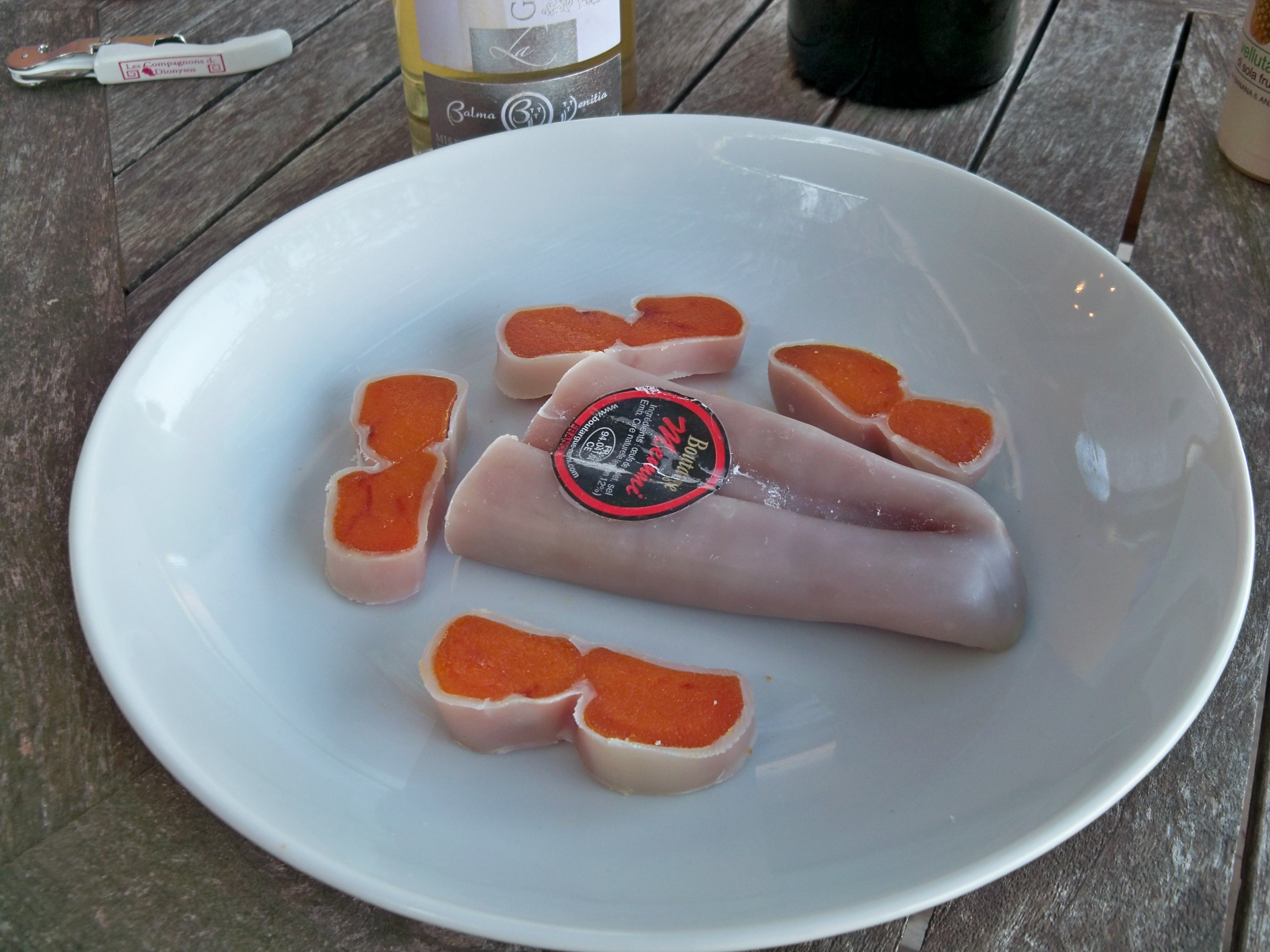
Poutargue de Martigues prête à être dégustée.

En France, ce mets de luxe est une spécialité de la ville de Martigues ; la poutargue de Martigues est appelée le « caviar martégal ».
Cette préparation est commercialisée depuis au moins le XVIIIe siècle. En 1777, Jean-Pierre Papon expliquait : « La poutargue, qu'on y fait avec les œufs des femelles des mujous ou mulets qu'on sale, quand on a bien nettoyé les ovaires, et qu'on fait sécher au soleil, après les avoir aplatis sous un poids qu'on met dessus, passe pour être fort délicate. On l'a vendue jusqu'à neuf francs la livre. On en sale tous les ans jusqu'à quarante quintaux, ce qui suppose une étonnante fécondité dans le mulet ».
Un muge (nom provençal du mulet) femelle d'un kilogramme donne 150 grammes d'œufs qui apprêtés fournissent 120 grammes de poutargue. La production est d'environ 50 kilogrammes par an.
Les poches de boutargue sont enduites de cire. Ceci a un double effet :
- stopper leur maturation au moment propice
- conserver et protéger la boutargue contre tout contact extérieur.

Pour la consommer, il faut donc couper la boutargue en fines tranches, enlever la protection de cire, puis, si l'on veut, l'éplucher afin d'enlever la fine peau constituant la poche d'œufs de poisson.
La poutargue se consomme en fines tranches, râpée dans un plat de pâtes, ou sur des toasts beurrés.

### Italie

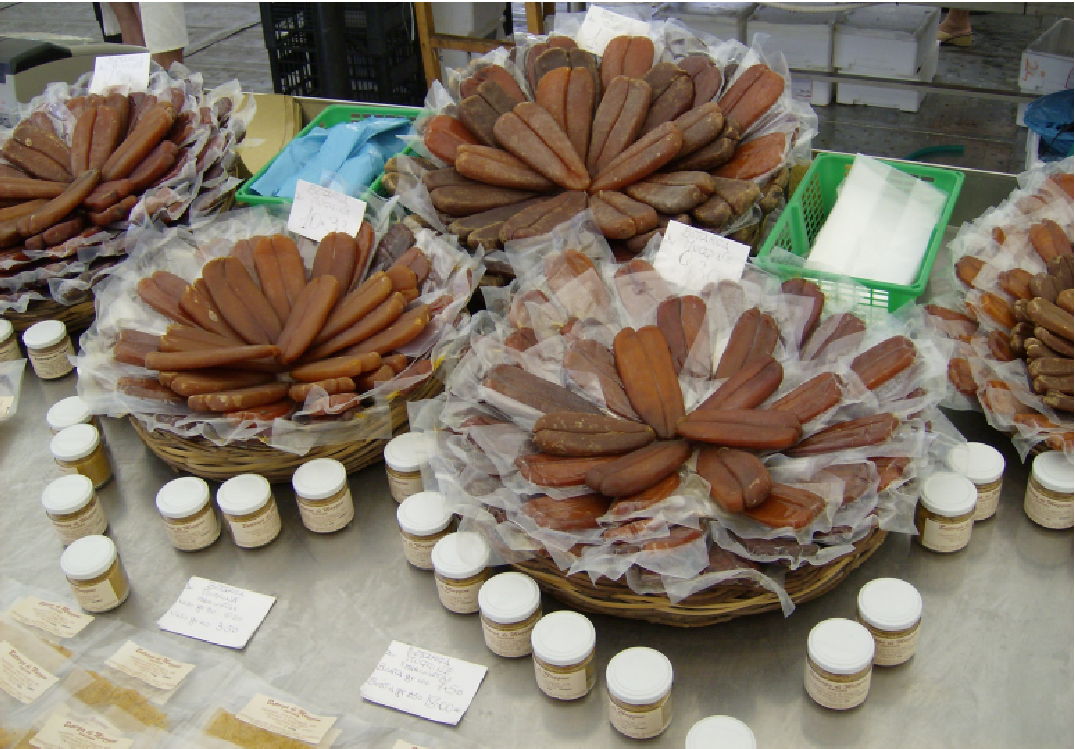
Bottarga au marché de San Benedetto (Cagliari, Sardaigne).

L'appellation italienne est la bottarga (bottarga di muggine ou bottarga de thon) ; là aussi les poches d'œufs (rogue) de mulet ou muge (muggine ou cefalo en italien) ou de thon rouge sont salées et séchées, également consommées en fines tranches, râpées dans un plat de pâtes, ou sur les toasts beurrés. La bottarga y est réputée pour sa grande richesse en protéines.[réf. nécessaire]
On reconnait la boutarge de mulet artisanale par le morceau de chair attaché à la base de la double poche, unghia (« ongle »), su biddiu en sarde, conservé pour éviter qu'elle ne se vide et pour la suspendre pendant le séchage.

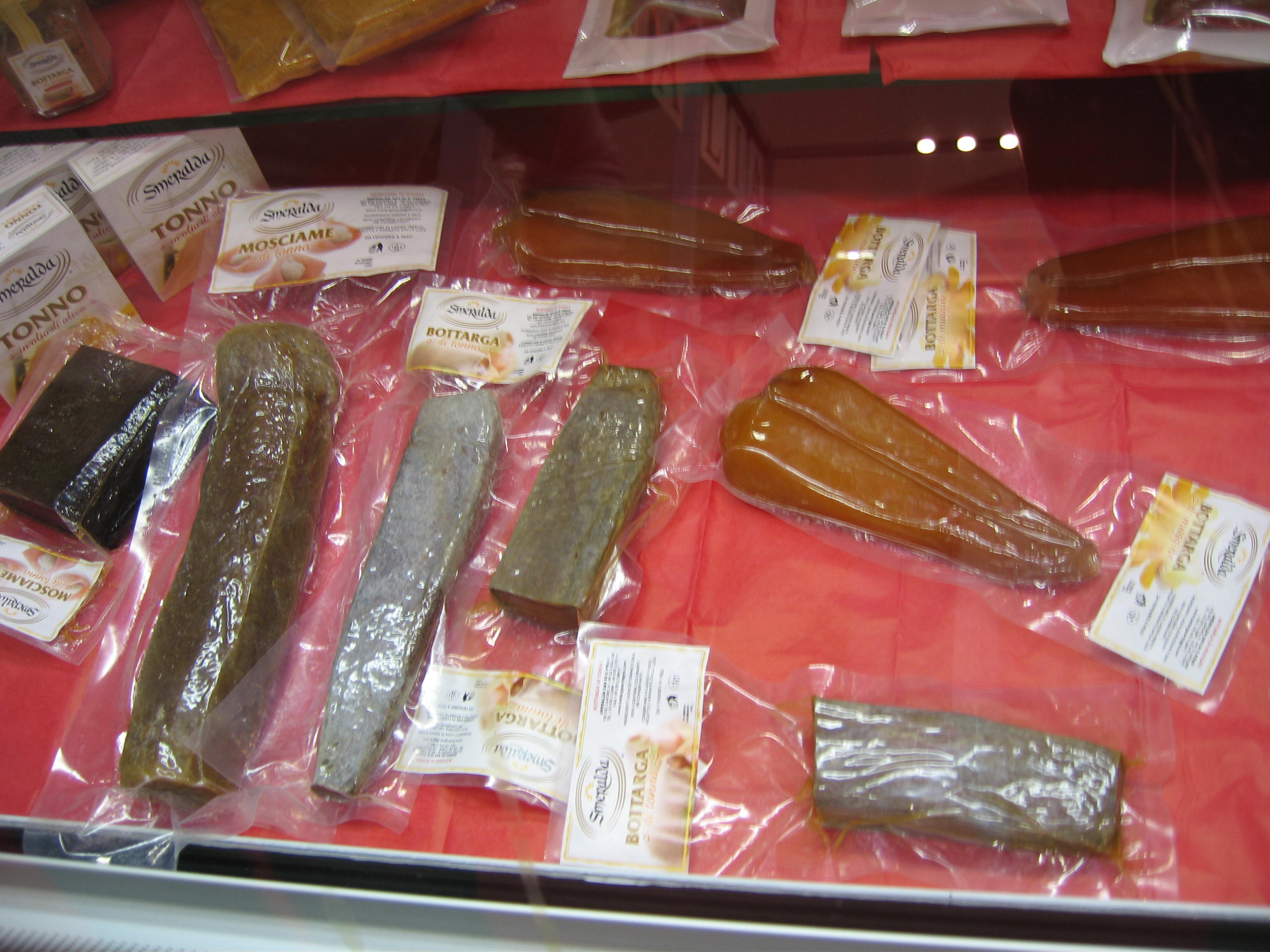
Variétés de bottarga.

Différentes spécialités et dénominations de bottarga existent dans les diverses régions d’Italie :
- la bottarga de Sardaigne, les plus fameuses étant celles d'Alghero, de Stintino et de Cabras ;
- la dénomination bottarga d’Orbetello (région de Toscane), notamment sa plaine côtière de la Maremma grossetana.

Certaines régions connaissent également une bottarga de thon :
- la bottarga de île de Favignana et localités côtières de Trapani, San Vito Lo Capo et Marzamemi en Sicile,
- la bottarga de Calabre,
- la bottarga de Carloforte en Sardaigne.

La bottarga s'apprête de maintes manières. La recette la plus simple est de la couper en très fines tranches et de l'humecter d'huile d'olive vierge, sur quoi l’on peut ajouter, selon le goût, du citron. En fines tranches, la bottarga agrémente admirablement une salade, en particulier les salades au goût un peu corsé comme la rucola (roquette). Elle est servie avec des artichauts, des asperges, du céleri, des pommes de terre, des œufs, de la ricotta, de la mozzarella et de la burrata, ou bien encore sur des huitres. Parmi les mets chauds, l'on connait les spaghetti à la bottarga ; dans ce cas la bottarga doit être râpée.
Comme en France, les poches de bottarga sont protégées des contacts externes par la fine couche de cire qui en interrompt la maturation ; protection qu'il est préconisé d'enlever avant de consommer.

### Mauritanie
En Mauritanie, la poutargue est fabriquée par une population tributaire, les Imraguens, habitant aux environs du cap Timiris et s'adonnant exclusivement à la pêche saisonnière du mulet jaune, entre octobre et décembre, et en mars-avril. L'essentiel de la pêche est destiné au séchage, et surtout à la fabrication de la poutargue.

### Tunisie
En Tunisie, la boutargue, séchée, salée et conservée sous vide, en conserves ou entourée de cire d'abeille est un mets d'origine judéo-tunisienne. Dans la cuisine judéo-tunisienne, la boutargue peut se manger en apéritif, souvent comme faisaient les juifs de Libye, coupée en fines tranches, assaisonnée avec de l’ail et du poivre écrasés, mais aussi avec du pain beurré, ou en sauce et comme en Italie d'où une partie de la communauté juive tunisienne tirait ses racines, associée avec des pâtes.
La majorité des boutargues actuellement commercialisées en Tunisie proviennent d'œufs importés de Mauritanie ou du Brésil et transformés localement, et seule une petite portion est d'origine tunisienne, provenant de mulets pêchés dans la région de Tinja (gouvernorat de Bizerte), ou dans d'autres lagunes le long des côtes, là où les mulets vont pondre leurs œufs.
Il semble que des juifs venus de Constantinople sous l’Empire ottoman aient amené en Tunisie l'habitude de consommer la boutargue dès le XVIe siècle, et que son ancrage dans le patrimoine culinaire tunisien n'ait été ensuite que renforcé par les traditions juives italiennes.